# Opel Olympia
Opel Olympia — невеликий сімейний автомобіль німецького автовиробника Opel. Випускався з 1935 по 1940 рік, з 1947 по 1953, а потім з 1967 по 1970 рік.
Олімпія була першим серійним автомобілем у Німеччині, що має сталевий уніфікований корпус (монокок). Ця революційна технологія знизила вагу автомобіля на 180 кг (400 фунтів) в порівнянні з його попередником. Виробництво цільної конструкції вимагало нові методи виробництва і велика кількість матеріалів. Точкове зварювання, передові види сталі, а також новий дизайн були в числі багатьох досягнень Олімпії.
Автомобіль був вперше представлений в лютому в 1935 року на Берлінській автомобільній виставці, виробництво було запущено пізніше цього-ж року. Олімпія була названа напередодні Олімпійських ігор 1936 року в Берліні. До Другої світової війни вона виконувалася в двох версіях. З 1935 по 1937 рік в Олімпії був 1,3-літровий двигун. Для версії рестайлінгової версії 1938 року випускалася до 1940, двигун був замінений на 1,5 літровий агрегат з верхнім розташуванням клапанів.
З 1935 по 1940 було побудовано 168 000 одиниць.
Назва Олімпія була відроджена в 1967 році для розкішної версії Opel Kadett B.